# Santamartastruikgors
De santamartastruikgors (Atlapetes melanocephalus) is een zangvogel uit de familie Passerellidae (Amerikaanse gorzen).

## Verspreiding en leefgebied
Deze soort is endemisch in noordoostelijk Colombia in het Santa Martagebergte.